# La viuda (Saramago)
La viuda (1947), en portugués A viúva, y Terra do pecado (Tierra de pecado) como título original, impuesto por su primer editor, es una novela del escritor portugués José Saramago, publicada por primera vez en español en 2021. Se restituyó el nombre elegido por el autor. Después de los años 40, la obra quedó olvidada hasta la fama del autor en los años 90. Desde entonces hubo diversas ediciones en diversas lenguas, recuperando el título original, ejemplo en 2022, por el centenario del escritor.

## Resumen del argumento
Después de la repentina muerte de su marido, Maria Leonor, joven madre de dos niños, tiene que hacer frente a las dificultades para administrar su finca, y a las presiones del medio social. Durante seis meses sufre una fuerte depresión, lo que causa la parálisis de la propiedad, hasta que Maria Leonor se recupera y se afirma como poderosa terrateniente. Pero su corazón se debate con un secreto: a pesar del luto, todavía siente atracción por los hombres, aunque ella misma no lo reconoce claramente. El insomnio la lleva a especulaciones sobre amor sexual y amor espiritual; la observación de dos amantes entre sus criados acrecienta su intranquilidad. Su soledad se complica con la aparición de dos diferentes pretendientes y las interferencias por parte de la criada Benedita que cobra protagonismo a lo largo de la novela.

## Reseña
- Como novela de juventud del autor, hay mucha descripción, en comparación con las  novelas de madurez.[4] Esas descripciones tienen relación con la acción, de manera parecida a la literatura romántica, pero  no siempre.[5]
- Como en la novelas de fines del siglo XIX y comienzo del XX, el argumento trata sobre la evolución psicológica y el retrato de la protagonista, Maria Leonor,[4] como viuda que se debate entre deseos amorosos y el sometimiento a la consideración social de viuda que se debe mantener fiel a su papel social.[6] En contraste no se profundiza en la psicología de los tres protagonistas masculinos: el cuñado António, el doctor Viegas y el cura Cristiano.
- Aunque desde el principio parece que el conflicto estallará entre la viuda y los pretendientes,[7] de hecho será más terrible entre la viuda y la principal criada Benedita, que se involucra en la conducta de su señora.[8]
- La novela se demora constantemente en descripciones, alusiones a la vida cotidiana de la finca, los trabajadores y criadas, los niños, ktp.[7] Sin embargo de repente ocurren tres sorprendentes rupturas del ritmo: los avances amorosos de António y después también de Viegas y por fin la muerte accidental de António.